# タンフン県
タンフン県（タンフンけん、ベトナム語：Huyện Tân Hưng / 縣新興?）は、ベトナム社会主義共和国ロンアン省の県。面積は497.4 km²、人口は64,730人（2019年）である。

## 行政区画
1市鎮11社から構成される。